# Eriogonum reniforme
Eriogonum reniforme är en slideväxtart som beskrevs av Torrey & Frémont. Eriogonum reniforme ingår i släktet Eriogonum och familjen slideväxter. Inga underarter finns listade i Catalogue of Life.